# Estádio Dínamo de Bucareste
O Estádio Dínamo de Bucareste (Em romeno: Stadionul Dinamo) é um estádio multiúso localizado em Bucareste, na Romênia.
Inaugurado em 1952, tem capacidade para 15.138 torcedores. É a casa do FC Dinamo Bucureşti.

## Ligações Externas
- Worldstadiums.com (em inglês)
- Google Maps - Foto por Satélite